# La llegada de las sombras
La Segunda Temporada de Babylon 5 abarca el año 2259 y toma su título general del episodio 9.

El proyecto Babylon era nuestra última, y mejor esperanza de paz. Un mundo auto-contenido de ocho kilómetros de longitud, localizado en territorio neutral. Un lugar de comercio y diplomacia para un cuarto de millón de humanos y alienígenas. Un faro brillante en el espacio... solo en la noche. Era el amanecer de la Tercera Era de la Humanidad – el año en el que la Gran Guerra sobrevino sobre todos nosotros. Esta es la historia de la última de las estaciones Babylon. El año es el 2259. El nombre del lugar Babylon 5.
Capitán John J. Sheridan

## Puntos de Partida
- Guionista: J. Michael Straczynski
- Director: Janet Greek
- Título original: Points of Departure

Sinclair ha sido relevado del mando, Garibaldi sigue en coma, Delenn en la crisálida, G'Kar ha desaparecido, y se ha visto al Trigati, un crucero de guerra minbari renegado, cerca de Babylon 5.
- Primera aparición de John Sheridan, Warren Keffer y el General Hague.

## Revelaciones
- Guionista: J. Michael Straczynski
- Director: Jim Johnston
- Título original: Revelations

G'Kar vuelve del límite del espacio conocido con noticias perturbadoras, la crisálida se abre por fin y Franklin está dispuesto a intentar medidas extremas para salvar a Garibaldi. Todo durante la visita de Elizabeth Sheridan a su hermano.
- Na'Toth está ahora interpretada por Mary Kay Adams en lugar de Julie Caitlin Brown.

## La Geometría de las Sombras
- Guionista: J. Michael Straczynski
- Director: Mike Vejar
- Título original: The Geometry of Shadows

Los tecnomagos se están reuniendo en Babylon 5 como preludio a su marcha de la galaxia conocida, lo que llama la atención de la Tierra, y también de Londo. Mientras, Ivanova se ve en la tesitura de controlar las peculiares "elecciones" de los drazi.
- Primera aparición de Lord Refa.
- Aunque este es el único episodio de la serie en el que aparecen, los tecnomagos iban a contar con un papel destacado en Crusade, el spin-off que se crearía cuatro años después.

## Una Estrella Lejana
- Guionista: D.C. Fontana
- Director: Jim Johnston
- Título original: A Distant Star

El Cortez, una nave exploradora capitaneada por un viejo amigo de Sheridan, llega a Babylon 5 para reabastecerse.

## La Larga Oscuridad
- Guionista: Scott Frost
- Director: Mario DiLeo
- Título original: The Long Dark

El Copérnico llega a la estación. Es una nave que fue lanzada desde la Tierra hace más de cien años con dos pasajeros criogenizados.

## Una Araña en la Telaraña
- Guionista: Larry DiTillio
- Director: Kevin Cremins
- Título original: a Spider in the Web

Un hombre de negocios con una propuesta que podría ser el primer paso hacia una solución pacífica al conflicto de Marte es asesinado por un miembro del grupo terrorista Marte Libre. Talia es testigo y podría ser la siguiente, pero ocurre algo más de lo que parece.
- Originalmente iba a titularse "A Trick of the Mind".
- Primera aparición de Zack Allan.

## Compañeros del Alma
- Guionista: Peter David
- Director: Jim Johnston
- Título original: Soul Mates

Londo parece estar muy feliz, cosa inexplicable teniendo en cuenta que sus tres esposas han venido a visitarle. También llega a la estación el único hombre que ha conseguido dejar el Cuerpo Psíquico: el exmarido de Talia. Y Delenn descubre que su reciente transformación le acarreará problemas inesperados.

## Una carrera a través de lugares oscuros
- Guionista: J. Michael Straczynski
- Director: Jim Johnston
- Título original: A Race Through Dark Places

Bester vuelve a la estación siguiendo el rastro de una red de escape para telépatas fugitivos.

## La Llegada de las Sombras
- Guionista: J. Michael Straczynski
- Director: Janet Greek
- Título original: The coming of Shadows

El emperador centauri visita la estación, cosa que G'Kar y los demás narns encuentran intolerable. Además, un hombre ha llegado a la estación con una misión que parece tener algo que ver con Garibaldi, pero ¿cuales son sus intenciones?
- Aunque en este episodio no se mencionan sus nombres, tanto el emperador como el primer ministro centauri tomarán en sucesivos episodios los nombres de pila de los actores que les interpretaban: Turhan y Malachi, respectivamente.

## GROPOS
- Guionista: Larry DiTillio
- Director: Jim Johnston
- Título original: GROPOS

25.000 marines de camino a una misión hacen escala en la estación. Al mando de la unidad está el General Franklin, padre de Stephen.

## Solo en la Noche
- Guionista: J. Michael Straczynski
- Director: Mario DiLeo
- Título original: All Alone in the Night

Durante una investigación rutinaria en el espacio, Sheridan es capturado por una raza alienígena desconocida.

## Actos de Sacrificio
- Guionista: J. Michael Straczynski
- Director:Jim johnston
- Título original: Acts of Scarifice

Mientras la Guerra Narn-Centauri se recrudece, los enfrentamientos entre grupos de civiles de estas dos razas a bordo de la estación son cada vez más numerosos, haciendo más difícil la misión de G'Kar: conseguir aliados.

## Cazador, presa
- Guionista: J. Michael Straczynski
- Director: Menachem Binetski
- Título original: Hunter, Prey

El médico personal del presidente está siendo buscado por las fuerzas especiales. Nadie sabe con que clase de información se ha fugado pero, sea lo que sea, quieren recuperarlo a cualquier precio.

## Mentir por honor
- Guionista: Peter David
- Director: Mike Vejar
- Título original: There all the Honor Lies

Sheridan se ve envuelto en una trifulca en la que un minbari resulta muerto, poniendo en entredicho su posición como representante oficial de la Alianza Terrestre.
- El oso de peluche que aparece en este episodio es un regalo que la esposa del guionista Peter David le había hecho a Straczynski, quien insertó la mítica escena final con el osito en cuestión. David haría referencia a este episodio en uno de la serie Star Cases creada por él junto a Bill Mummy.

## Y ahora una noticia
- Guionista: J. Michael Straczynski
- Director: Mario DiLeo
- Título original: And now for a Word

Un equipo de la ISN pasa 36 horas a bordo de Babylon 5 haciendo un reportaje sobre la estación.
- El anuncio del Cuerpo Psíquico tiene un mensaje "subliminal" que dice: "El Cuerpo Psíquico es tu amigo. Confía en el Cuerpo". Este mensaje es lo suficientemente largo como para verse a simple vista y pasó las restricciones estadounidenses sin problema. En Francia, las leyes son más estrictas y el mensaje fue eliminado.

## A la sombra de Z'ha'dum
- Guionista: J. Michael Straczynski
- Director: David Eagle
- Título original: In the shadow of Z'ha'dum

Cuando descubre un vínculo entre Morden y la muerte de su esposa, Sheridan se obsesiona con él, lo que le lleva a enfrentarse con prácticamente todo el mundo.

## Cuchillos
- Guionista: Larry DiTillio
- Director: Stephen Posey
- Título original: Knives

Un amigo de Londo acude a él en busca de ayuda y una alianza política. Mientras, un encuentro con lo desconocido podría haber alterado a Sheridan.
- Este episodio debía emitirse antes que A la sombra de Z'ha'dum pero los efectos especiales no estuvieron listos a tiempo y hubo que invertir el orden previsto.
- Es el último episodio no escrito por straczynski a excepción de "El Día de los Muertos" escrito por Neil Gaiman en la quinta temporada.

## Confesiones y lamentaciones
- Guionista: J. Michael Straczynski
- Director: Kevin Cremin
- Título original: Confessions and Lamentations

Una extraña enfermedad está acabando con la población markhab a bordo de la estación.

## Lealtades divididas
- Guionista: J. Michael Straczynski
- Director: Jesús Salvador Treviño
- Título original: Divided Loyalties

Lyta Alexander vuelve a la estación con información preocupante: hay un traidor entre los oficiales de Babylon 5.

## La larga batalla crepuscular
- Guionista: J. Michael Straczynski
- Director: John Flinn
- Título original: The Long Twilight Struggle

La Guerra Narn-Centauri está en su punto álgido y ambos bandos se preparan para lanzar un ataque decisivo.

## Llega el inquisidor
- Guionista: J. Michael Straczynski
- Director: Mike Vejar
- Título original: Comes the Inquisitor

El embajador Kosh hace venir un inquisidor del Mundo Vorlon para asegurarse de que Delenn es la apropiada para el papel que tiene reservado en el gran conflicto que se avecina.

## La caída de la noche
- Guionista: J. Michael Straczynski
- Director: Janet Greek
- Título original: The Fall of Night

Dos representantes del Ministerio de la Paz llegan a la estación para entrevistarse con los embajadores alienígenas y analizar en profundidad la "situación centauri". Al mismo tiempo, un crucero de guerra narn que ha sobrevivido a la guerra pide ayuda y asilo a Babylon 5.

## Orden Mejorado
Por diversas causas, varios episodios no fueron emitidos en el orden inicialmente previsto cuando la serie emitió por vez primera. El que sigue es el orden óptimo de visionado de los episodios (los cambios vienen señalados):
- Puntos de partida
- Revelaciones
- La geometría de las sombras
- Una estrella lejana
- La larga oscuridad
- Una araña en la telaraña
- Una carrera a través de lugares oscuros
- Compañeros del alma
- La llegada de las sombras
- Gropos
- Solo en la noche
- Actos de sacrificio
- Cazador, presa
- Mentir por honor
- Y ahora una noticia
- Cuchillos
- A la sombra de Z'ha'dum
- Confesiones y lamentaciones
- Lealtades divididas
- La larga batalla crepuscular
- Llega el inquisidor
- La caída de la noche

- Datos: Q1528632